# Grand prieuré russe œcuménique de Saint-Jean de Jérusalem
Le Grand prieuré russe œcuménique de Saint-Jean de Jérusalem est une entité qui prétend être la continuation du grand prieuré de Russie, institution historiquement affiliée à l'ordre de Saint-Jean de Jérusalem. Fondé en 1797, le prieuré original a été intégré à l'orthodoxie russe sous le règne de Paul Ier et la famille Romanov. Après la révolution de 1917 et la sécularisation des biens ecclésiastiques, le prieuré en Russie a cessé de fonctionner en tant qu'institution officielle. Cependant, des efforts pour sa préservation ont été menés par les descendants de commandeurs héréditaires et divers groupes en exil, notamment en France. Le sujet est entouré de controverses et de débats sur sa légitimité et sa continuité.

## Historique

### Origines
À l'origine des prieurés russes se trouve l'ordre de Saint-Jean de Jérusalem qui négocie en 1793 avec Catherine II puis Paul Ier de Russie le rétablissement des commanderies polonaises passées sous autorité russe.
Le 15 janvier 1797 un grand prieuré russe est fondé. Malgré les oppositions de forme (absence de convocation d'un chapitre général) et de fond (Paul n'est pas religieux de l'Ordre, il est orthodoxe et marié) le tsar est élu illégalement le 27 octobre 1798, 72e des grands maîtres de l'ordre souverain de Malte  alors que Hompesch ne se démet que le 6 juillet 1799. Mais devant la différence de religion, la Russie comme la famille Romanov sont de confession orthodoxe, Paul Ier établit un second grand prieuré orthodoxe pour la noblesse russe le 29 novembre 1798. Devant le coût financier de plus en plus exorbitant de la guerre, l'empereur Alexandre Ier de Russie approuve, le 20 janvier 1817, sur la décision du conseil des ministres, le séquestre de tous les biens de l'ordre de Saint-Jean de Jérusalem sur le territoire de l'Empire. C'est la fin des deux grands prieurés russes, leurs biens sont réincorporés à ceux de la couronne. Ainsi avec la fin des prieurés, disparut « toute forme d'existence de l'Ordre dans l'Empire russe, ainsi que le port de ses insignes. Jamais plus on ne vit un tsar de Russie arborer les insignes de l'Ordre. »
Depuis ces disparitions, un certain nombre de lectures de textes tentent de démontrer les uns la disparition et les autres la survivance, et donc la possible continuation, d'un grand prieuré russe. Paul Ier de Russie ayant donné à 21 familles le titre de commandeur héréditaire, contre l'apport de leurs biens en commanderies, leurs descendants soutiennent la non-disparition du grand prieuré russe malgré la confiscation de leurs commanderies en jouant sur la confusion entre grand prieuré - système organisationnel uniquement administratif de l'ensemble des biens de l'Ordre sur un territoire spécifique - et un supposé grand prieuré qui serait en lui-même constitutif d'une entité réelle au travers de commandeurs subsistants. Ainsi est créée à Paris en 1928 une union qui soutient la pérennité du grand prieuré russe. Depuis février 1955, André Romanoff a fait enregistrer sous la forme d'une association, le grand prieuré russe qui s'est donné pour objectif le soutien de la foi et l'action humanitaire.

### Vestiges du grand prieuré en Russie
Après la Première Guerre mondiale et la montée du bolchevisme, toutes les institutions impériales sont supprimées. Tous les biens de la couronne impériale sont saisis et détournés de leur usage. Le palais Vorontsov, donné par Paul Ier de Russie en 1798 à l'ordre de Saint-Jean de Jérusalem pour en faire l'ambassade de l'Ordre, est repris par la Couronne dès 1810 pour y installer le Corps des Pages et la révolution de 1917 en fit une école d'infanterie, c'est aujourd'hui l'académie militaire Souvorov. Les bâtiments d'été du grand prieuré à Gatchina, à peine construit et donné par Paul aux Hospitaliers en 1799, revient dans le domaine impériale du palais de Gatchina et en suivra dès lors les vicissitudes ; le palais est transformé en musée dès 1918 après qu'une partie du parc est destinée à recevoir une école d'aviation militaire en 1910. Aujourd'hui, le palais, le prieuré et le parc retrouvent petit à petit leur destination de musée après une longue restauration à la suite des destructions de la Seconde Guerre mondiale. Il est donc évident qu'assez rapidement les biens des prieurés hospitaliers russes retournent à la Couronne impériale pour disparaitre définitivement en 1817 en tant que propriétés de l'ordre de Saint-Jean de Jérusalem.

### Union des commandeurs héréditaires à Paris
En 1928, douze héritiers des commandeurs héréditaires se réunissent à Paris, où ils déclarent, le 28 juin, la continuité du grand prieuré russe : comte Dmitri Cheremeteff, prince Serge Belosselsky Belozersky, comte Hilarion Worontzoff-Dachkoff, Paul Demidoff, Dmitri Boutourline, prince Serge Dolgorouki, Denis Davydoff, Léon Narychkine, prince Nikita Troubetzkoy, Dmitri Jerebzoff, Nicholas Tchirikoff et comte Dmitri Olsoufieff. Ils s'associent quatre autres personnes : comte Wladimir Borch, prince Wladimir Galitzine, comte André Lanskoi et comte Alexandre Mordviboff.
Quelle que soit la position sur la légitimité de la déclaration des héréditaires, la réalité de la continuité historique tiendrait au fait de la présence parmi les déclarants signataires de Paul Alexandrovitch Demidoff mentionné dans l'almanach de la Cour de 1911 et de 1914 comme « ancien officier du régiment des chevaliers-gardes ; commandant héréditaire de l'ordre de Malte ». Ceci serait suffisant pour attester d'un lien authentique entre le grand prieuré russe d'avant la révolution de 1917 et celui d'après 1928. Ce groupe d'exilés russes resté actif en France ayant reçu la protection des Romanov en la personne des grands ducs Cyril et Andrei.
Le 9 décembre 1953, les descendants des commandants héréditaires, certains héritiers de ceux de 1928, ont tenu une réunion à Paris pour rédiger une constitution pour le grand prieuré russe en exil. En février 1955, le grand prieuré en exil basé à Paris, a été enregistré auprès de la préfecture comme association étrangère en tant que « grand prieuré russe de Saint-Jean de Jérusalem » par André Vladimirovitch Romanov. Les statuts stipulent qu’il ne s’agit pas d’une représentation pour la France, mais de l’organisation du grand prieuré à partir du sol français pour « rétablir de fait l'activité du grand prieuré russe de l'ordre de Malte ». Le prince André Romanov prend le titre de grand prieur. Il décède en 1956. Vladimir Kirillovitch lui succède seulement comme protecteur de l'« union des descendants », mais refuse le titre de grand prieur. Le commandeur Nicolas Tchirikov devient le doyen de l'Union jusqu'à son décès en 1974. Le dernier secrétaire, Georges Sergueievitch de Rticheff décède en 1975, laissant les derniers membres sans direction.
Certains auteurs, tel James J. Algrant, ne voient dans cette « Union » qu'une simple « association de descendants », alors que la déclaration du 24 juin 1928 spécifie très clairement. Bien que le grand prieuré russe se présente seulement comme grand prieuré dans l’ordre souverain de Malte mais de confession orthodoxe, l'ordre souverain de Malte, qui envisagera un moment de faire un procès, et qui dénie à toute autre organisation d'avoir le droit d'utiliser un nom en rapport avec l'ordre, ne reconnait pas le grand prieuré russe comme d'ailleurs le Vatican a toujours repoussé les tentatives de rapprochement aux raisons des différences religieuses.
Il a existé depuis plusieurs tentatives de reconstitution du Grand Prieuré Russe qui ont toutes aboutis à des querelles et des divisions. Aucune association ne semble pouvoir désormais prétendre à une indiscutable légitimité.

## Sources
- Bertrand Galimard Flavigny (2006) Histoire de l'ordre de Malte, Perrin, Paris
- Baron Michel de Taube, L'Empereur Paul Ier de Russie, Grand Maître de l'Ordre de Malte et son “ Grand prieuré Russe ” de l'Ordre de Saint-Jean-de-Jérusalem, Paris, 1955.